# 五氯化锇
五氯化锇是一种无机化合物，化学式为OsCl5。

## 制备
五氯化锇可由六氟化锇和过量的三氯化硼反应制得：
{\displaystyle {\ce {2OsF6 + 4BCl3 -> 2OsCl5 + 4BF3 + Cl2}}}
它也可由二氯化硫、氯气和四氧化锇的反应得到：
{\displaystyle {\ce {2OsO4 + 8SCl2 + 5Cl2 -> 2OsCl5 + 8SOCl2}}}

## 性质
五氯化锇是黑色的二聚固体，与五氯化铼同构。它微溶于非极性溶剂，易溶于三氯氧磷并形成红棕色溶液，可结晶出溶剂合物OsCl5·POCl3。